# Łysa Góra (Luboń Wielki)
Łysa Góra lub Laskowa (616 m) – wyróżniające się wzniesienie we wschodnim grzbiecie masywu Lubonia Wielkiego w Beskidzie Wyspowym. Stoki południowe opadają do doliny Raby, stoki północne do doliny Potoku Gęsia Szyja (lewy dopływ Raby). Wznosi się nad miejscowościami Raba Niżna i Mszana Dolna. Łysa Góra jest częściowo porośnięta lasem, ale wierzchołek i grzbiet są bezleśne, znajduje się tutaj duża polana. Oprócz niej jest jeszcze kilka innych polan, bezleśna jest także dolna część stoków.